# Enochrus natalensis
Enochrus natalensis é uma espécie de insetos coleópteros polífagos pertencente à família Hydrophilidae.
A autoridade científica da espécie é Gemminger & Harold, tendo sido descrita no ano de 1868.
Trata-se de uma espécie presente no território português.